# فرودگاه کیپ لیسبورن لرس
فرودگاه کیپ لیسبورن لرس (به انگلیسی: Cape Lisburne LRRS Airport) یک فرودگاه نظامی بهره‌برداری هوایی با کد یاتا LUR است که یک باند فرود شن دارد و طول باند آن ۱۴۶۵ متر است. این فرودگاه در کشور ایالات متحده آمریکا قرار دارد و در ارتفاع ۵ متری از سطح دریا واقع شده‌است.